# 蔵舘町
蔵舘町（蔵館町、くらだてまち）は、かつて青森県にあった町。

## 沿革
- 1889年（明治22年）4月1日 - 町村制施行により南津軽郡長峯村、苦木村、駒木村、唐牛村、蔵舘村が合併し、蔵舘村（くらだてむら）が発足。
- 1896年（明治29年）2月1日 - 南津軽郡大鰐村と境界の一部を変更。
- 1951年（昭和26年）12月1日 - 町制施行し蔵舘町となる。
- 1954年（昭和29年）7月1日 - 南津軽郡大鰐町と合併して大鰐町を新設して消滅。